# Juegos Deportivos Paranacionales de Colombia 2019
Los V Juegos Deportivos Paranacionales de Colombia se realizaron en la ciudad de Cartagena en el departamento de Bolívar, evento que se realizó en el 2019.

## Participantes
| - Amazonas - Antioquia - Arauca - Atlántico - Bogotá, D. C. - Bolívar - Boyacá - Caldas - Caquetá - Casanare - Cauca - Cesar | - Chocó - Córdoba - Cundinamarca - Fuerzas Armadas - Guainía - Guaviare - Huila - La Guajira - Magdalena - Meta - Nariño | - Norte de Santander - Putumayo - Quindío - Risaralda - San Andrés y Providencia - Santander - Sucre - Tolima - Valle del Cauca - Vaupés - Vichada |

## Deportes
Un total de 22 deportes estuvieron en el programa:
| - Ajedrez - Baloncesto en silla de ruedas - Billar - Boccia - Bowling - Esgrima | - Fútbol 5 - Fútbol 7 - Fútbol - Fútbol Sala - Golbol - Judo | - Para atletismo - Para natación - Para powerlifting - Para triatlón - Paracycling | - Rugby en silla de ruedas - Tenis de mesa - Tenis en silla de ruedas - Tiro deportivo - Voleibol sentado |

## Sede, subsedes y escenarios
| Deporte                  | Disciplina               | Sede                                          | Ciudad    |
| ------------------------ | ------------------------ | --------------------------------------------- | --------- |
| Ajedrez                  | Ajedrez                  | Centro Amurallado, Palacio de la Proclamación | Cartagena |
| Baloncesto               | Baloncesto               | Coliseo Bernardo Caraballo                    | Cartagena |
| Baloncesto               | Baloncesto               | Coliseo Multifuncional - UD Rocky Valdez      | Cartagena |
| Billar                   | Billar                   | Centro de Alto Rendimiento                    | Bogotá    |
| Boccia                   | Boccia                   | Coliseo de Combate y Gimnasia                 | Cartagena |
| Bowling                  | Bowling                  | Bolera Centro Comercial San Felipe            | Cartagena |
| Esgrima                  | Esgrima                  | Centro de Alto Rendimiento                    | Bogotá    |
| Fútbol                   | Fútbol                   | Estadio Jaime Morón                           | Cartagena |
| Fútbol 7                 | Fútbol 7                 | Cancha Deportiva Alameda la Victoria          | Cartagena |
| Fútbol 5                 | Fútbol 5                 | Cancha Deportiva Alameda la Victoria          | Cartagena |
| Fútbol 5                 | Fútbol 5                 | Estadio San Fernando                          | Cartagena |
| Fútbol sala              | Fútbol sala              | Colegio La Salle                              | Cartagena |
| Fútbol sala              | Fútbol sala              | Colegio Luis Yarzagaray                       | Cartagena |
| Golbol                   | Golbol                   | Escuela Naval Manzanillo                      | Cartagena |
| Judo                     | Judo                     | Coliseo de Combate y Gimnasia                 | Cartagena |
| Para atletismo           | Para atletismo           | Pista Atlética Campo Elías Gutiérrez          | Cartagena |
| Para atletismo           | Para atletismo           | Avenida Santander                             | Cartagena |
| Para natación            | Para natación            | Complejo Acuático Jaime González              | Cartagena |
| Para powerlifting        | Para powerlifting        | Colegio Chico de Hierro                       | Cartagena |
| Para triatlón            | Para triatlón            | Playa de Manzanillo                           | Cartagena |
| Para cycling             | Ruta                     | Vías departamentales                          | Bolívar   |
| Para cycling             | Pista                    | Velódromo Alcides Nieto Patiño                | Cali      |
| Rugby en silla de ruedas | Rugby en silla de ruedas | Coliseo Bernardo Caraballo                    | Cartagena |
| Tenis de mesa            | Tenis de mesa            | Colegio Biffi                                 | Cartagena |
| Tenis en silla de ruedas | Tenis en silla de ruedas | Complejo de Raquetas                          | Cartagena |
| Tiro deportivo           | Tiro deportivo           | Polígono FedeTiro Nilo                        | Nilo      |
| Voleibol sentado         | Voleibol sentado         | Coliseo Northon Madrid                        | Cartagena |

## Medallero
- Medallero final actualizado al 8 de diciembre de 2019.[2]

| Núm. | País                     | Oro | Plata | Bronce | Total |
| ---- | ------------------------ | --- | ----- | ------ | ----- |
| 1    | Valle del Cauca          | 138 | 80    | 66     | 284   |
| 2    | Bogotá, D. C.            | 114 | 82    | 64     | 260   |
| 3    | Santander                | 51  | 49    | 37     | 137   |
| 4    | Antioquia                | 50  | 57    | 69     | 176   |
| 5    | Cundinamarca             | 35  | 55    | 68     | 162   |
| 6    | Boyacá                   | 38  | 58    | 57     | 153   |
| 7    | Meta                     | 11  | 22    | 16     | 49    |
| 8    | Norte de Santander       | 10  | 13    | 22     | 45    |
| 9    | Tolima                   | 9   | 11    | 10     | 30    |
| 10   | Atlántico                | 8   | 19    | 18     | 45    |
| 11   | Caldas                   | 7   | 7     | 13     | 27    |
| 12   | Cauca                    | 7   | 4     | 6      | 17    |
| 13   | Casanare                 | 6   | 8     | 8      | 22    |
| 14   | Fuerzas Armadas          | 5   | 8     | 4      | 17    |
| 15   | Nariño                   | 3   | 7     | 5      | 15    |
| 16   | Bolívar                  | 2   | 7     | 11     | 20    |
| 17   | Cesar                    | 2   | 4     | 3      | 9     |
| 18   | Arauca                   | 2   | 3     | 2      | 7     |
| 19   | Risaralda                | 2   | 2     | 11     | 15    |
| 20   | Chocó                    | 2   | 1     | 2      | 5     |
| 21   | Córdoba                  | 1   | 2     | 18     | 21    |
| 22   | Huila                    | 0   | 2     | 7      | 9     |
| 23   | Putumayo                 | 0   | 2     | 2      | 4     |
| 24   | Magdalena                | 0   | 1     | 2      | 3     |
| 25   | San Andrés y Providencia | 0   | 1     | 0      | 1     |
| 25   | La Guajira               | 0   | 1     | 0      | 1     |
| 27   | Quindío                  | 0   | 0     | 6      | 6     |
| 28   | Sucre                    | 0   | 0     | 4      | 4     |
| 29   | Caquetá                  | 0   | 0     | 2      | 2     |